# Matt Frewer
Matthew George "Matt" Frewer (Washington D.C., 4 januari 1958) is een in Amerika geboren acteur die tevens de Canadese nationaliteit bezit. Hij won in 2000 een Gemini Award voor zijn eenmalige gastrol als de Canadese Nobelprijswinnaar Frederick Banting in het educatieve jeugdprogramma Mentors. Frewer won in 1987 de CableACE Award voor zijn personage Max Headroom. Naast zijn voorkomen leent hij als stemacteur ook regelmatig alleen zijn stem aan personages in films en televisieseries.

## Biografie
Frewer kwam ter wereld in de Verenigde Staten, maar zijn vader was een geboren Canadees en hijzelf groeide op in Peterborough (Ontario). Hij maakte in 1983 zijn film- en acteerdebuut met een naamloos rolletje in de thriller The Lords of Discipline. Dat bleek voor Frewer de eerste van meer dan 35 filmrollen, en meer dan 60 inclusief die in televisiefilms. Daarnaast is hij te zien en/of horen als wederkerend personage in ruim 200 afleveringen van meer dan vijftien verschillende televisieseries. Zijn omvangrijkste rollen daarin zijn die als Matt Praeger in PSI Factor: Chronicles of the Paranormal en die als Dr. Mike Stratford in Doctor Doctor.
Frewer trouwde in 1984 met Amanda Hillwood, met wie hij één dochter kreeg.

## Filmografie
*Exclusief 20+ televisiefilms, Exclusief eenmalige gastrollen